# ليون وليامز
ليون وليامز (بالهولندية: Leon Williams) مواليد 19 مارس 1992، هو لاعب كرة سلة هولندي يلعب في الدوري الهولندي لكرة السلة ويحمل الرقم 5. مثّل منتخب هولندا لكرة السلة.

## روابط خارجية
- ليون وليامز على موقع الاتحاد الدولي لكرة السلة (الإنجليزية)
- ليون وليامز على موقع كرة السلة الأوروبية.كوم (الإنجليزية)
- ليون وليامز على موقع ريلجم (الإنجليزية)
- ليون وليامز على موقع بروبوليرز (الإنجليزية)